# Liu Chuanzhi
Liu Chuanzhi (chinois simplifié : 柳传志 ; chinois traditionnel : 柳傳志 ; pinyin : Liǔ Chuánzhì, né le 29 avril 1944) est un homme d'affaires chinois, PDG et cofondateur du groupe industriel de matériel informatique Lenovo en 1984.

## Biographie
Il fait ses études à l'Institut de l'ingénierie des télécommunications de l'Armée populaire de libération, désormais université Xidian (en).
En 1984, Liu fonde la startup Lenovo avec un groupe de dix autres ingénieurs à Pékin avec 200 000 yuan. La holding est transféré en 1988 à Hong Kong.

## Vie Personnelle
Liu est marié et a trois enfants. Sa fille, Liu Qing (柳青), est diplômée de l'Université de Pékin. Elle a rejoint Didi Chuxing en tant que directrice des opérations en juillet 2014, après avoir travaillé pendant 12 ans chez Goldman Sachs.